# Observatorium für Ionosphärenforschung Kühlungsborn
Das Observatorium nahm als Luftwarte am 7. Mai 1951 in Kühlungsborn, Schlossstraße 4, seine Tätigkeit auf. Im Jahr 1957 wurde es als Observatorium für Ionosphärenforschung (OIF) in das wissenschaftliche Forschungsprogramm integriert. Sein erster Direktor war Ernst August Lauter (1920–1984).